# Constantă (matematică)
În matematică cuvântul constantă are mai multe sensuri. Ca adjectiv, se referă la invarianță (adică neschimbare în raport cu o altă valoare); ca substantiv, are două semnificații diferite:
- Un număr fix și bine definit sau alt obiect matematic care nu se schimbă. Termenii constantă matematică sau constantă fizică sunt uneori folosiți în acest sens.[1] Deosebirea dintre cele două noțiuni constă în faptul că o constantă matematică este un număr fixat, în timp ce o constantă fizică este o mărime fizică cu valoare numerică fixată împreună cu o unitate de măsură atașată.[necesită citare]
- O funcție a cărei valoare rămâne neschimbată (adică o funcție constantă).[2] De obicei o astfel de constantă este reprezentată printr-o variabilă care nu depinde de variabilele principale în cauză.

De exemplu, o funcție algebrică de gradul al doilea se scrie în general astfel:
{\displaystyle ax^{2}+bx+c\,,}
unde a, b și c sunt constante (sau parametri), iar x variabla — un substituent pentru argumentul funcției studiate. O modalitate mai explicită de a nota această funcție este:
{\displaystyle x\mapsto ax^{2}+bx+c\,,}
care stabilește clar relația funcție-argument dintre x (și prin extensie constanța lui a, b și c). În acest exemplu, a, b și c sunt coeficienți ai polinomului. Deoarece c apare într-un termen care nu conține x, acesta se numește termen constant al polinomului și poate fi considerat drept coeficientul lui x0. În general, orice termen al unui polinom sau expresie de grad zero (nicio variabilă) este o constantă.

## Funcție constantă

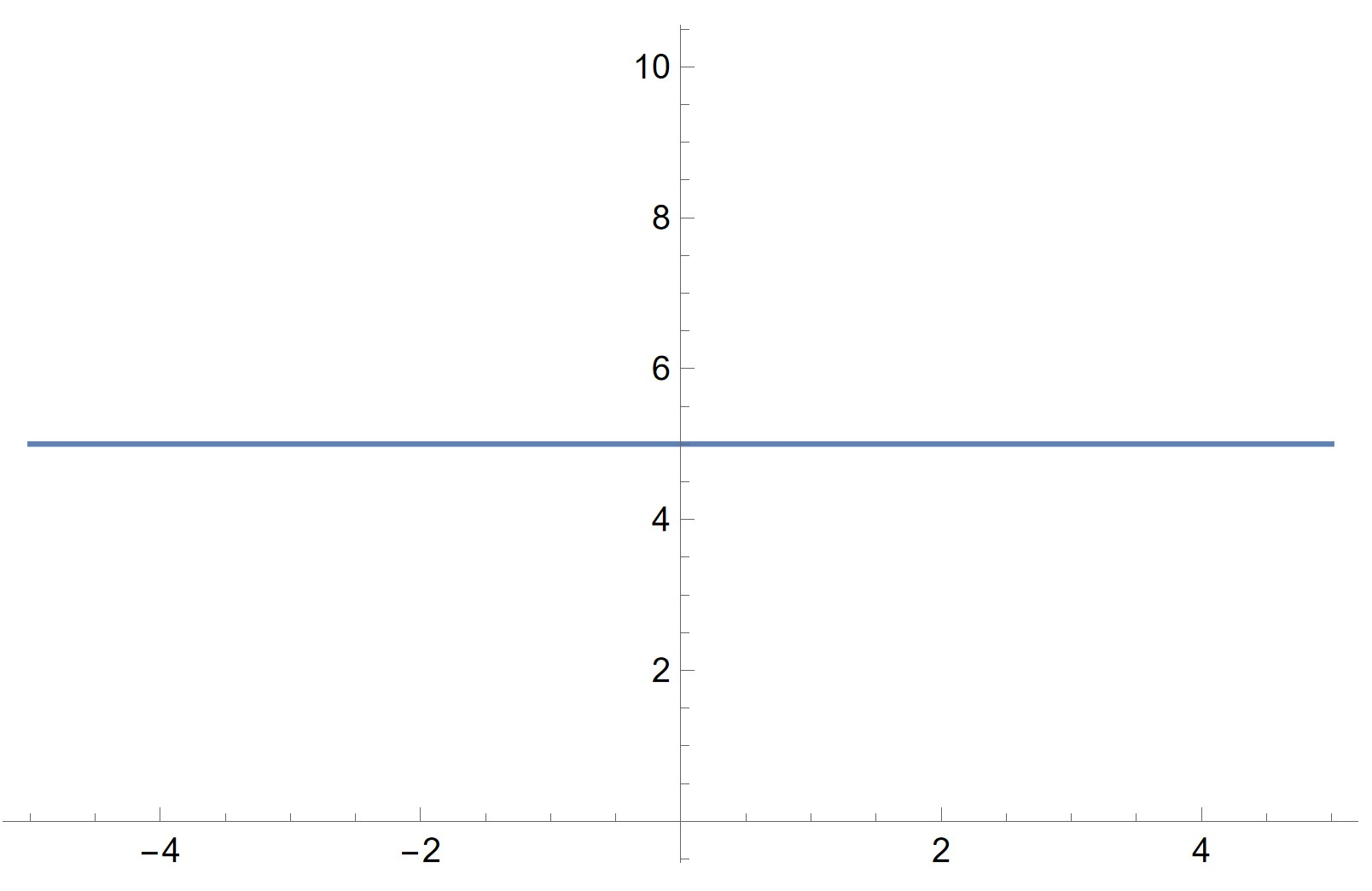
Graficul funcției

O constantă poate fi folosită pentru a defini o funcție constantă, care își ignoră argumentele și ia întotdeauna aceeași valoare. O funcție constantă de o singură variabilă, cum ar fi {\displaystyle f(x)=5}, are un grafic format dintr-o linie orizontală paralelă cu axa Ox . O astfel de funcție ia întotdeauna aceeași valoare (în acest caz 5), deoarece variabila nu apare în expresia care definește funcția. 

## Dependența de context
Natura dependentă de context a conceptului de „constantă” poate fi văzută în acest exemplu de calcul elementar:
{\displaystyle {\begin{aligned}{\frac {d}{dx}}2^{x}&=\lim _{h\to 0}{\frac {2^{x+h}-2^{x}}{h}}=\lim _{h\to 0}2^{x}{\frac {2^{h}-1}{h}}\\[8pt]&=2^{x}\lim _{h\to 0}{\frac {2^{h}-1}{h}}&&{\text{deoarece }}x{\text{ este constant (nu depinde de }}h{\text{)}}\\[8pt]&=2^{x}\cdot \mathbf {const.,} &&{\text{unde }}\mathbf {const.} {\text{ nu depinde de }}x.\end{aligned}}}
„Constantă” înseamnă că nu depinde de o variabilă; nu se schimbă pe măsură ce variabila respectivă se modifică. În primul caz de mai sus înseamnă că nu depinde de h; în al doilea, înseamnă că nu depinde de x. O constantă într-un context mai restrâns ar putea fi privită ca o variabilă într-un context mai larg.

## Exemple de constante matematice
Unele valori apar frecvent în matematică și sunt notate în mod convențional printr-un simbol specific. Aceste simboluri standard și valorile lor sunt numite constante matematice. Exemple:
- 0 (zero).
- 1 (unu), numărul natural care urmează după zero.
- π (pi), constanta reprezentând raportul dintre circumferința unui cerc și diametrul acestuia, aproximativ egal cu 3,14159265358979.[6]
- e, aproximativ egală cu 2,718281828459045.[7]
- i, unitatea imaginară, dată de i2 = −1.[8]
- φ (secțiunea de aur), aproximativ egală cu 1,61803398874989, sau algebric, {\displaystyle 1+{\sqrt {5}} \over 2}.[9]

## Constante în calculul infinitezimal
În calculul infinitezimal constantele sunt tratate în mai multe moduri diferite, în funcție de operație. De exemplu, derivata unei funcții constante este zero. Acest lucru se datorează faptului că constantele, prin definiție, nu se schimbă. Prin urmare, derivata lor este zero.
Invers, la integrarea unei funcții constante, constanta este înmulțită cu variabila de integrare.
Integrarea unei funcții de o variabilă implică adesea o constantă de integrare. Acest lucru apare din cauza faptului că operația de integrare este inversa operației de derivare, ceea ce înseamnă că scopul integrării este de a recupera funcția originală înainte de derivare. Derivata unei funcții constante este zero, așa cum s-a menționat mai sus, iar operatorul diferențial este un operator liniar, astfel încât funcțiile care diferă doar printr-un termen constant au aceeași derivată. Pentru a recunoaște acest lucru, la o integrală nedefinită se adăugată o constantă de integrare; acest lucru asigură includerea tuturor soluțiilor posibile. Constanta de integrare este în general scrisă ca „C” și reprezintă o constantă cu o valoare fixă, dar nedefinită.
În timpul evaluării unei limite, după evaluare o constantă rămâne aceeași ca și înainte de evaluare.

### Exemplu
Dacă f este o funcție constantă astfel încât {\displaystyle f(x)=72} pentru orice x atunci
{\displaystyle {\begin{aligned}f'(x)&=0\\\int f(x)\,dx&=72x+c\\\lim _{x\rightarrow 0}f(x)&=72\end{aligned}}}